# الگارهیم
الگارهیم (به لاتین: Algarheim) یک سکونتگاه مسکونی در نروژ است که در Ullensaker واقع شده‌است.